# Thrymr (satelit)
Thrymr /'trimr/, sau Saturn XXX, este un satelit natural al lui Saturn. A fost descoperit de Gladman⁠(d) și colegii săi în 2000 și a primit denumirea temporară S/2000 S 7. Numele său provine din mitologia nordică, unde Thrymr⁠(d) este un Jotun.
Thrymr are aproximativ 7 kilometri în diametru și orbitează în jurul lui Saturn la o distanță medie de 20.810 Mm în 1120.809 zile. S-ar putea să se fi format din resturi de pe Phoebe. Orbita thrymiană este retrogradă, la o înclinație de 175° față de ecliptică (151° față de ecuatorul lui Saturn) și cu o excentricitate de 0,453. Perioada sa de rotație este de 38.79±0.25 ore. 
Perioada sa de rotație este de 38.79±0.25 ore, cea mai lentă dintre sateliții retrograzi măsurați de Cassini-Huygens și al doilea cel mai lent după Tarqeq. Având două maxime și două minime în curba sa de lumină, poate fi, prin urmare, un binar de contact, deși acest lucru este mai puțin probabil decât pentru Kiviuq și Bestla. Suprafața lui Thrymr este de culoare cenușie și similară cu cea a lui Suttungr și Mundilfari, sugerând o origine comună, deoarece fragmentele au fost îndepărtate de Phoebe la începutul istoriei Sistemului Solar. În special, poate face parte din aceeași familie dinamică ca Suttungr, deși S/2004 S 7 este probabil mai strâns legat.
Numele său a fost anunțat sub forma sa oblică Thrym în Circularul IAU 8177. Cu toate acestea, Working Group on Planetary System Nomenclature al IAU a decis ulterior să adauge sufixul nominativ -r la rădăcina Thrym.